# نادي مانجويرا الرياضي
نادي مانجويرا الرياضي (Sport Club Mangueira) المعروف باسم مانجويرا ، كان فريق كرة قدم برازيلي من ريو دي جانيرو. تنافس الفريق عدة مرات في بطولة كاريوكا. تأسس عام 1906 وتم حلّه عام 1927.